# Самуї
Сам́уї (тай. เกาะสมุย) — острів у Сіамській затоці Тихого океану. Є частиною Таїландської провінції Сураттхані. Другий за розміром острів Таїланду, після Пхукету. Популярний курорт. Острів відомий своїми природними пам'ятками: білосніжними піщаними пляжами, кораловими рифами та кокосовими пальмами. У червні 2008 року Самуї отримав муніципальний статус незалежного міста, до того він був підпорядкований місту Сураттхані.

## Географія

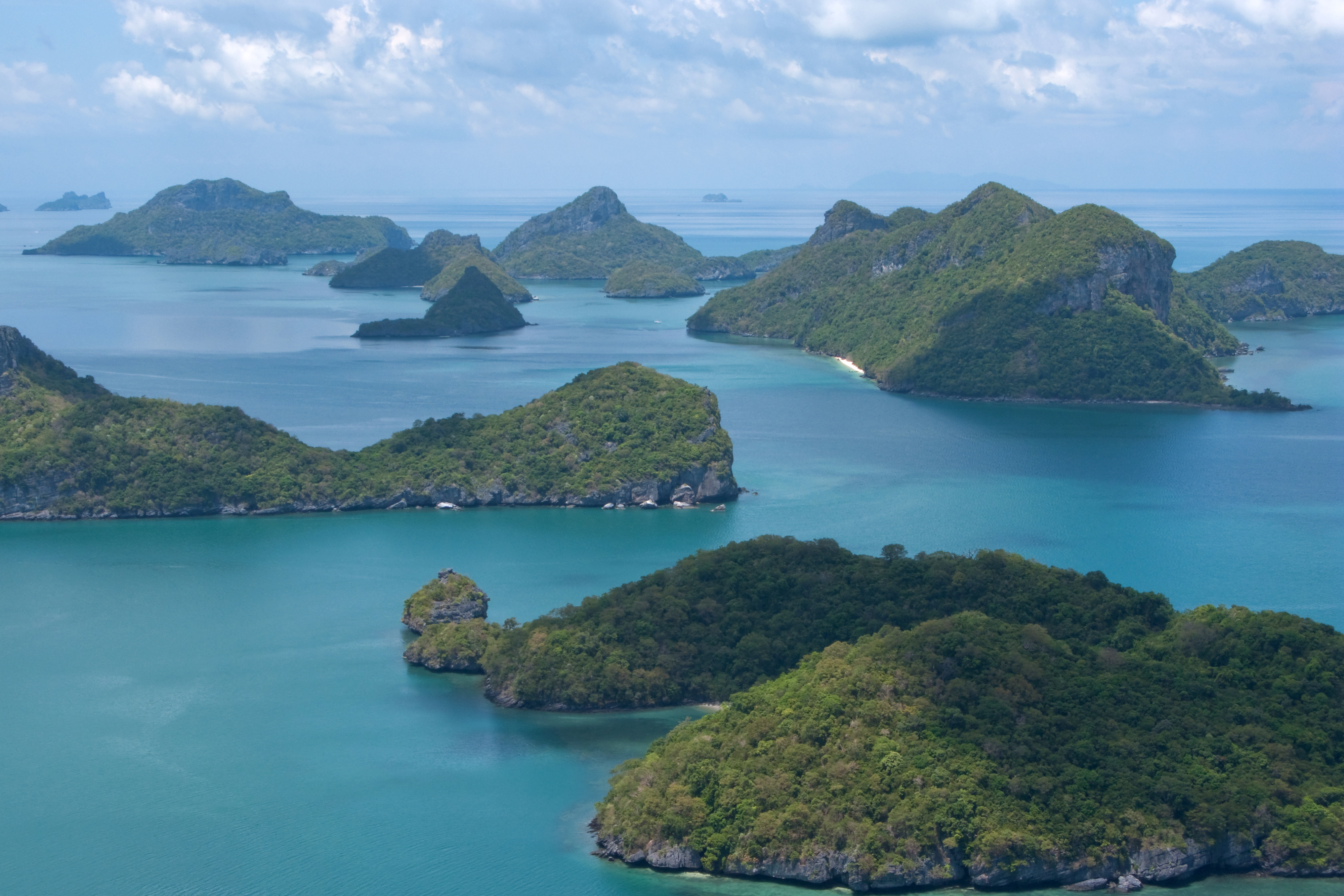
Парк Ангтхонг

Самуї розташований приблизно у 700 км від Бангкоку, за 40 км від східного узбережжя Південного Таїланду. Розміри приблизно 21 км на 25 км.
Самуї оточено близько шістдесятьма іншими островами, більшість з яких включено до Національного морського парку Му-Ко-Анг-Тхонг, але деякі острови є окремими курортами — Ко Пха Нган, Тау (острів, Таїланд) та Ко Нанг Юан.
Центральна частина острова, більшістю, непрохідні гірські джунглі (пік Кхаопом, 635 м), ближче до узбережжя — низовинні райони, з'єднані між собою в єдину кільцеву дорогу.
Столиця острова, На Тон, на південному заході острова, є основним транспортним та рибальським портом. У На Тоні розташована місцева адміністрація та центральна лікарня, також він є центром торгівлі для місцевих. Однак, після будівництва аеропорту на північному сході острова центр активності повільно пеходить у Чавенґ.
Кожен з пляжів Самуї зараз теж може вважатись містом через велику кількість готелів та ресторанів, що з'явилися за останні роки.

## Клімат
Самуї, як і увесь південний Таїланд, має тільки два явних сезони: дощовий — травень-грудень, та сухий — січень-квітень. Клімат теплий та вологий, але порівняно з Пхукетом та іншими курортами південного Таїланду, клімат на Самуї найсухіший з них. Найбільше опадів у жовтні-листопаді. Дощі в сезон дощів сильні, але не тривалі, зазвичай 20-60 хвилин.
| Клімат Ко Самуї (1981–2010)                                                            | Клімат Ко Самуї (1981–2010) | Клімат Ко Самуї (1981–2010) | Клімат Ко Самуї (1981–2010) | Клімат Ко Самуї (1981–2010) | Клімат Ко Самуї (1981–2010) | Клімат Ко Самуї (1981–2010) | Клімат Ко Самуї (1981–2010) | Клімат Ко Самуї (1981–2010) | Клімат Ко Самуї (1981–2010) | Клімат Ко Самуї (1981–2010) | Клімат Ко Самуї (1981–2010) | Клімат Ко Самуї (1981–2010) | Клімат Ко Самуї (1981–2010) |
| Показник                                                                               | Січ.                        | Лют.                        | Бер.                        | Квіт.                       | Трав.                       | Черв.                       | Лип.                        | Серп.                       | Вер.                        | Жовт.                       | Лист.                       | Груд.                       |                             |
| Середній максимум, °C                                                                  | 29,0                        | 29,4                        | 30,6                        | 32,6                        | 32,5                        | 32,2                        | 32,1                        | 31,7                        | 30,5                        | 29,6                        | 29,2                        | 32,0                        |                             |
| Середній мінімум, °C                                                                   | 24,2                        | 25,0                        | 25,6                        | 26,1                        | 25,7                        | 25,5                        | 25,2                        | 25,2                        | 24,8                        | 24,3                        | 24,1                        | 23,9                        |                             |
| Норма опадів, мм                                                                       | 86.2                        | 54.4                        | 80.8                        | 83.1                        | 155.9                       | 124.1                       | 116.3                       | 110.9                       | 121.7                       | 309.8                       | 506.6                       | 210.3                       |                             |
| Днів з дощем                                                                           | 11                          | 5                           | 4                           | 8                           | 16                          | 15                          | 15                          | 15                          | 16                          | 20                          | 20                          | 15                          |                             |
| Вологість повітря, %                                                                   | 83                          | 82                          | 82                          | 81                          | 80                          | 78                          | 78                          | 78                          | 80                          | 85                          | 85                          | 82                          |                             |
| -------------------------------------------------------------------------------------- | --------------------------- | --------------------------- | --------------------------- | --------------------------- | --------------------------- | --------------------------- | --------------------------- | --------------------------- | --------------------------- | --------------------------- | --------------------------- | --------------------------- | --------------------------- |
| Джерело: Thai Meteorological Department (Normal 1981-2010), (Avg. дощу days 1961-1990) |                             |                             |                             |                             |                             |                             |                             |                             |                             |                             |                             |                             |                             |

## Історія

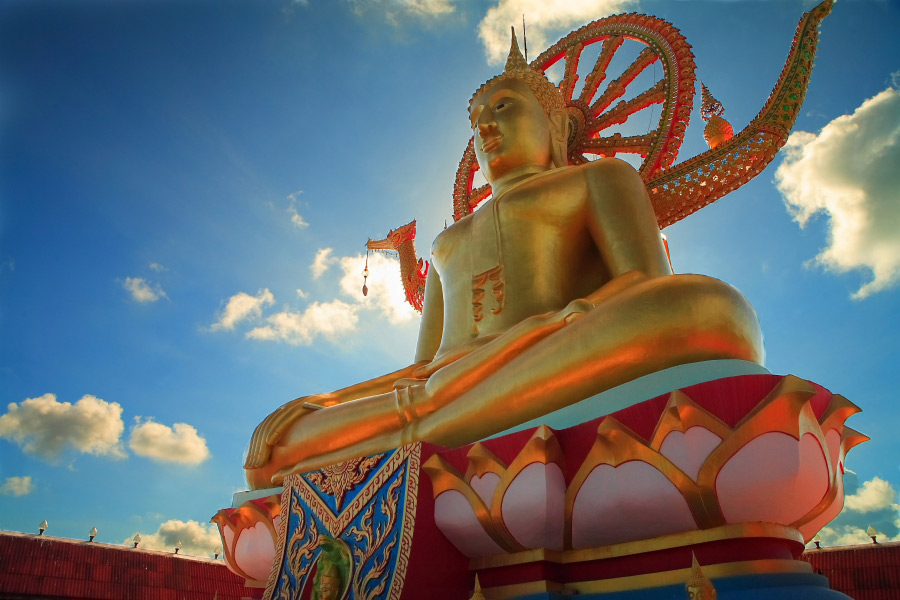
Статуя Великого Будди

Найімовірніше, острів був заселений у 6 ст. н.е. рибалками з Малайського півострова та південного Китаю. Острів нанесений на китайські карти династії Мін, що датуються 1687 роком під назвою Пуло Корнам. Походження назви Самуї невідоме. Можливо, воно походить від назви одного з місцевих дерев муі, або від малайського слова Saboey, що перекладається «безпечна гавань». Ko тайською означає «острів».
Під час Другої світової Самуї був окупований Японією.
До кінця 20 ст. Самуї був ізольованою, самостійною громадою, слабко зв'язаною з материковою частиною Таїланду. На острові навіть не було доріг до початку 1970-х років, і 15-кілометрова мандрівка з одного берега на інший перетворювалася на денну подорож крізь гірські джунглі.
Населення острова переважно живе з туризму, експорту каучуку та кокосових горіхів.
Хоча острів і виглядає зразком недоторканої природи, економічне зростання принесло не тільки вигоду місцевим мешканцям, але й помітні зміни середовища й культури, що стали джерелом конфлікту між місцевими мешканцями й новоприбулими з інших частин Таїланду та звідусіль.

## Адміністративний поділ
Острів поділений на 7 тамбонів (районів):
| \| 1. \| อ่างทอง \| \| \| Анґ Тхонґ(Ang Thong) \| \| \| 6 сіл \| \| \| 2. \| ลิปะน้อย \| \| \| Ліпа Ної(Lipa Noi) \| \| \| 5 сіл \| \| \| 3. \| ตลิ่งงาม \| \| \| Талінґ Нґам(Taling Ngam) \| \| \| 5 сіл \| \| \| 4. \| หน้าเมือง \| \| \| На Меанґ(Na Mueang) \| \| \| 5 сіл \| \| \| 5. \| มะเร็ต \| \| \| Марет(Maret) \| \| \| 6 сіл \| \| \| 6. \| บ่อผุด \| \| \| Бо Пхут(Bo Phut) \| \| \| 6 сіл \| \| \| 7. \| แม่น้ำ \| \| \| Ме Нам(Mae Nam) \| \| \| 6 сіл \| \| | Map of Tambon |  |  |                          |  |  |       |  |
| 1. | อ่างทอง        |  |  | Анґ Тхонґ(Ang Thong)     |  |  | 6 сіл |  |
| 2. | ลิปะน้อย        |  |  | Ліпа Ної(Lipa Noi)       |  |  | 5 сіл |  |
| 3. | ตลิ่งงาม        |  |  | Талінґ Нґам(Taling Ngam) |  |  | 5 сіл |  |
| 4. | หน้าเมือง       |  |  | На Меанґ(Na Mueang)      |  |  | 5 сіл |  |
| 5. | มะเร็ต         |  |  | Марет(Maret)             |  |  | 6 сіл |  |
| 6. | บ่อผุด          |  |  | Бо Пхут(Bo Phut)         |  |  | 6 сіл |  |
| 7. | แม่น้ำ          |  |  | Ме Нам(Mae Nam)          |  |  | 6 сіл |  |

Самуї був «ампхе» (районом) провінції Сураттхані до червня 2008, після чого став незалежним містом. Увесь острів, а також архіпелаг Анг Тонг та деякі інші маленькі острови поблизу — єдиний муніципалітет (thesaban mueang).

## Економіка
Історично економіка острова базувалася на сільському господарстві та рибальстві. Острів називають «кокосовим», бо тривалий час кокосові горіхи були головною культурою, а кокосові плантації займали основну частину острова. З 1980-х років туризм став значним економічним фактором в економіці острова, а в зараз є домінуючим. Масове будівництво й інтернет-зв'язок в останні роки зробили острів цікавим місцем для підприємств IT-індустрії, що забезпечує деякий ступінь різноманіття економіки острова.

## Транспорт

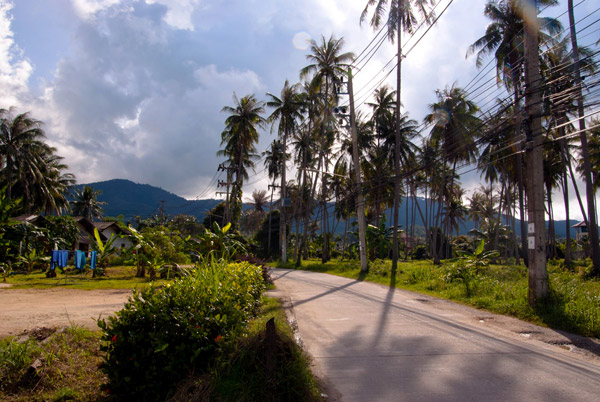
Одна з безлічі другорядних доріг, прилеглих до головної кільцевої дороги на Самуї

### Аеропорт Самуї
Приватний аеропорт, побудований авіакомпанією Bangkok Airways, є головним оператором та довго була єдиною авіакомпанією, що здійснювала перевезення на Самуї. Зараз в аеропорт літає також Thai Airways International. З аеропорту вирушає 27 рейсів у Бангкок, 23 — щодня. Крім того, є рейси у Сингапур, Гонконг, Куала-Лумпур, Паттаю та Пхукет.

### Поромне сполучення
Кілька поромів з'єднує острів з материком, включаючи автомобільний пором від Донсака (Don Sak), кінцевий пункт якого — пірс на заході острова, на південь від міста Натон. Існує порт південніше основного, на який також прибувають пороми. Регулярні катери з'єднують Самуї з Сураттхані та Пханганом. Раз на день вирушає катер на острів Тао. Також можна винайняти катер-таксі у будь-якому напрямку.

### Автотранспорт
Вздовж узбережжя острова прокладено кільцеву дорогу (52 км). На острові основний транспорт — таксі, сонґтео (англ. songthaew — пікап, задню частину якого накрито тентом, із встановленими під ним лавками для сидіння) та мотоцикли (мототаксі, «тук-тук»).

## Туризм
Туризм тут почався у 1970-х, коли перші туристи потрапили на Самуї. Впродовж довгих років після цього острів мав лише кілька бунгало для мандрівників. На початку 1990-х років почався туристичний бум на острові, і відтоді острів є дуже популярним. Сучасний Самуї — це другий за популярністю острів Таїланду, після Пхукета. Самуї став відомим серед дайверів через чудові коралові рифи та риб.

## Пляжі

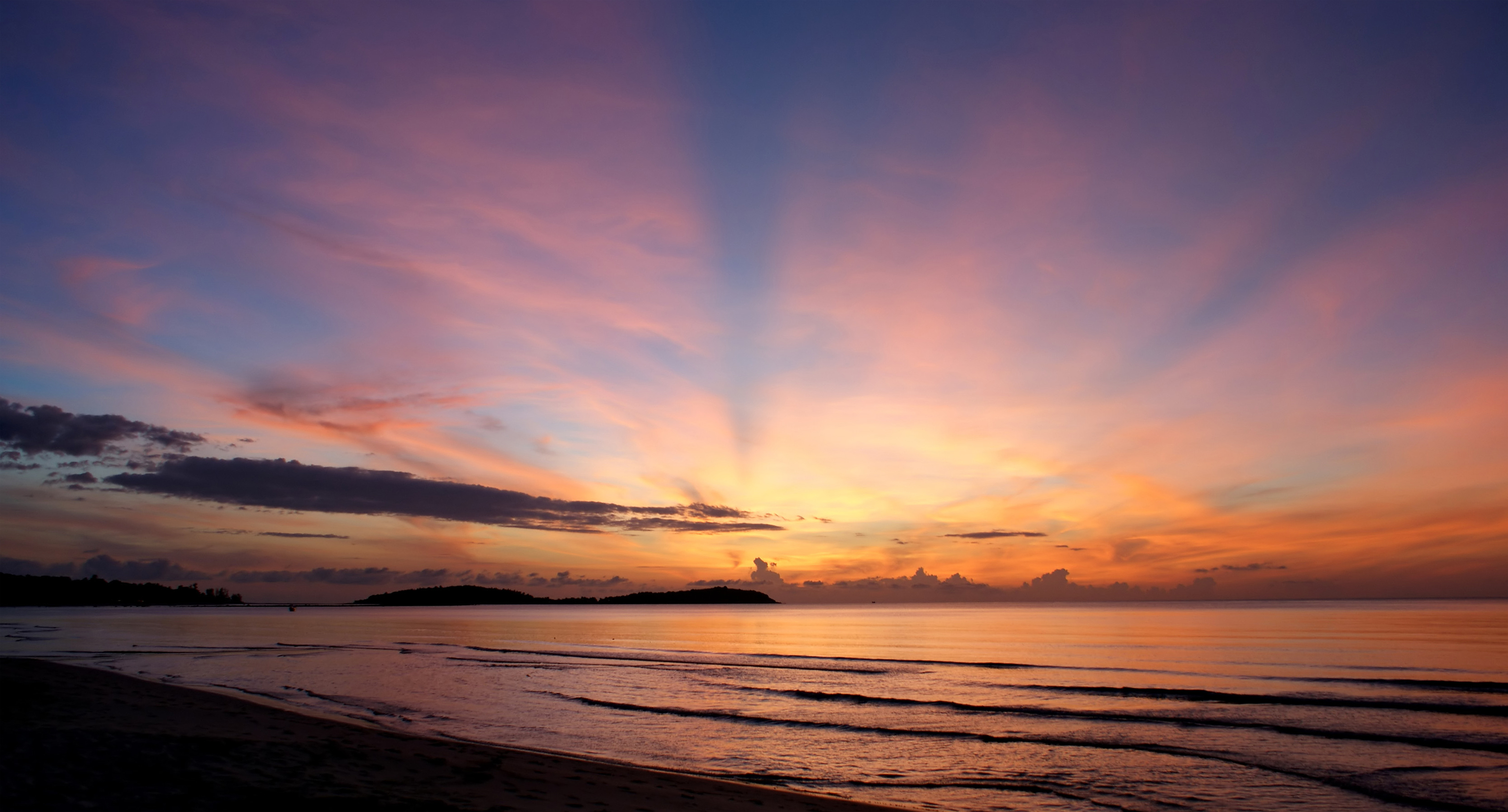
Схід

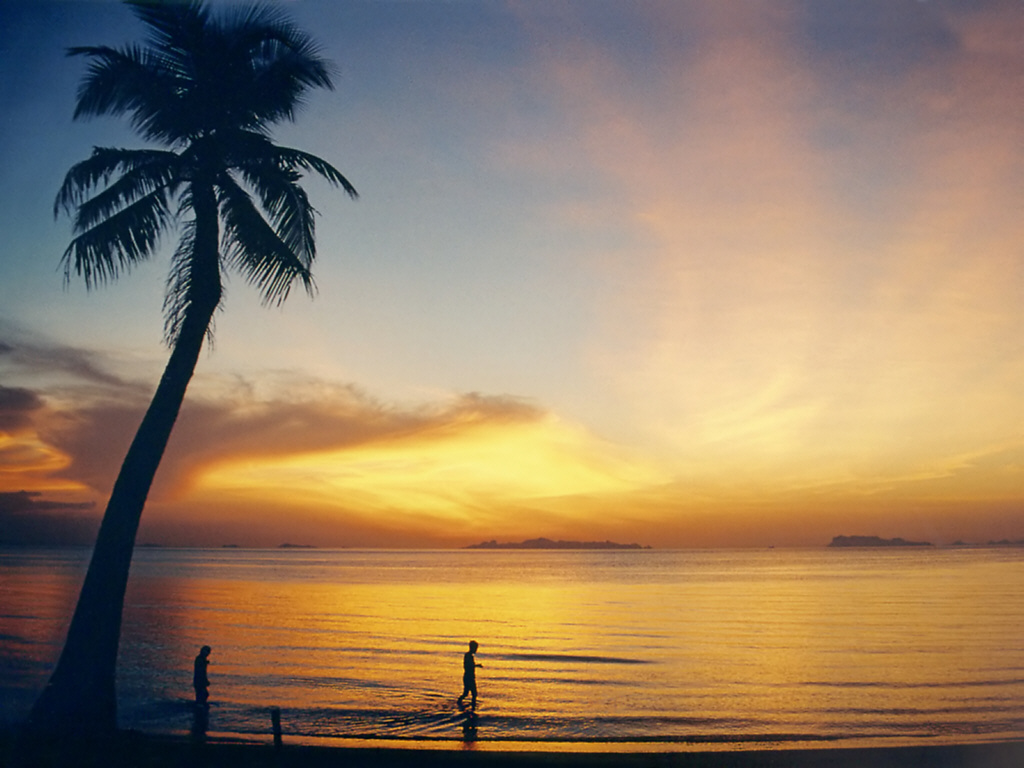
Ліпа Ної

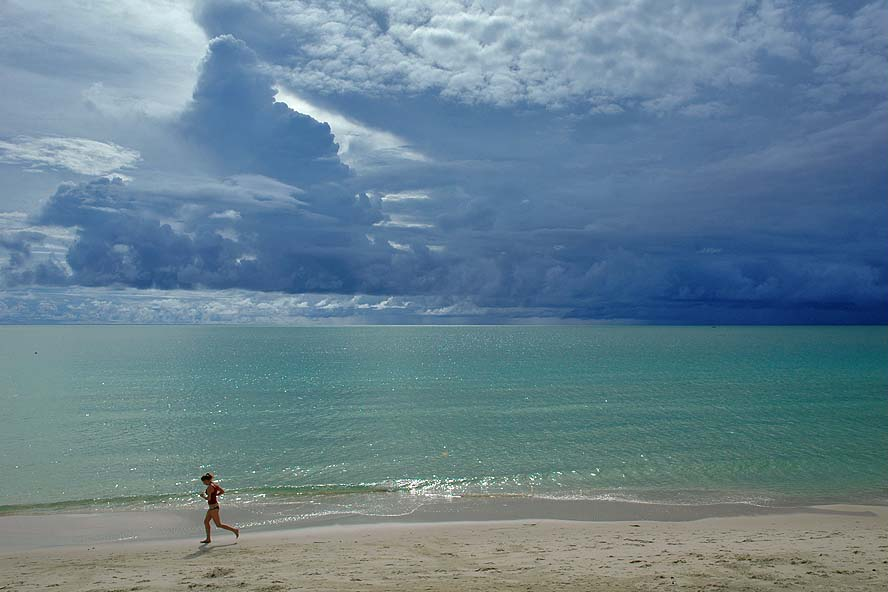
Ранок на Самуї

Кожен пляж острова має свої особливості:

### Пляж Чавенг (Chaweng)
Розташований на східному узбережжі. Панораму цього шестикілометрового пляжу складають живописні бухти, що плавно переходять одна в іншу, пляжі з дрібним білим піском і кристально чиста вода. Тут розташовані безліч готелів і бунгало. В Чавенг сконцентровані основні розважальні заклади, клуби, бари і ресторани.

### Пляж Ламай (Lamai)
Ламай — це другий за розміром пляж острова. Тут чудове море, особливо в південній частині затоки, а гранітні валуни прекрасно доповнюють пейзаж. Також є готелі та ресторани. Вважається, що цей пляж — найчистіший. На пляжі можна побачити одну з головних визначних пам'яток о. Самуї — скелі «Бабуся» і «Дідусь».

### Пляж На Тон (Na Thon)
Всі державні установи і банки розташовані на На Тхоні, і саме з цієї частини острова здійснюється зв'язок з материком та іншими островами. Більшість магазинів знаходяться на внутрішній дорозі з одностороннім рухом, яка веде на південь.

### Пляж Бопхут (Bophut)
Розташований у північно-східній частині острова Самуї, і простягається на 3 кілометри. На пляжі Бопхут розташований причал, з якого вирушають катери на острів Пханган, Тао, Нанг Юан і в Національний Морський Парк Анг-Тхонг, а вздовж усієї пляжної лінії розташувалися кафе, бари і ресторани.

### Пляж Талінг-Нгам
Розташований у західній частині острова Самуї. На Талінг-Нгам всього кілька готелів, які знаходяться на досить великій відстані один від одного. Місцевість вздовж Талінг-Нгам дуже мальовнича, тут багато плантацій кокосів. Пляжна лінія коротка, облямована пальмами, а глибина моря невелика. Неподалік знаходиться Нара Чха Роен Сук і ворота біля південного краю дороги до пляжу.

### Пляж Менам (Maenam)
Простягається на 4 кілометри, розташований в північній частині острова Самуї. На цьому пляжі були побудовані перші готелі острова. Недалеко від узбережжя знаходиться село, побудоване в китайському стилі. У ньому знаходиться багато кафе, ресторанів і компаній з оренди обладнання для дайвінгу.
На Менамі є 2 причали — один для швидкісних катерів та інший для катерів, що вирушають в затоку Пханг-Нга, Національний Морський Парк Анг-Тхонг, на острови Тао і Нанг-Юан.

### Пляж «Великого Будди» (Big Buddha Beach)
Близькість до аеропорту та наявність безлічі готелів робить це місце зручним для тих, хто прилітає на острів.

### Пляж Хуа Тханон (Hua Thanon)
На південь від пляжу Ламай розташоване рибальське село Нуа Тханон (Hua Thanon). На головній вулиці знаходяться декілька ресторанів, але головна визначна пам'ятка тут — рибальський промисел.

### Пляж Банг-По
Простягається на 4 кілометри, розташований на північно-західному краї острова, між пляжами Натхон і Менам. Недалеко від пляжу на невеликій глибині знаходяться коралові рифи.

### Пляж Чхоенг Мон
Знаходиться на північно-східному краю острова Самуї, на схід від пляжу Великого Будди, протяжністю 1 кілометр. Тут розташувалися переважно великі готелі, що пропонують різноманітні водні види спорту.

### Пляж Банг-Као
Знаходиться в південній частині острова. Туристична інфраструктура розвинена слабо, а магазини, розташовані в цій місцевості, орієнтовані на місцевих жителів.
Пляж протягнувся на 5 кілометрів. Він облямований рясною тропічною рослинністю, недалеко знаходиться великий кораловий риф. На південному краю пляжу є кілька храмів.

### Пляж Липа Ної (Lipa Noi)
Пляж розташований на південь від Натхона. Є кілька ресторанів морепродуктів. Характерно неглибоке море — на відстані 200 метрів від берега глибина може не перевищувати метру.

## Пам'ятки

### Національний Морський парк Анг Тонг (Ang Thong)
Національний Морський парк складається з 42 островів, які являють собою гірські масиви з вапняку, вкриті тропічними лісами. Заснований як національний парк в 1980. Також знаний як «Золотий Басейн», оскільки є відмінним місцем для підводного плавання (дайвінгу).

### Ват Кхунарам
Це — найвідоміший храм острова, де знаходиться мумія монаха Луанг Пхо Денга. Мумія сидить вертикально в скляному боксі, а віруючі, які відвідують храм, приносять їй в жертву квіти і ладан. Мумія є тілом дуже шанованого настоятеля храму, який, на думку віруючих, був у змозі передбачити смерть.

### Океанаріум і Тигровий зоопарк
В океанаріумі Самуї представлена дивовижна колекція тропічних риб та інших яскравих водних тварин, таких як черепахи і барвистий корал. В тигровому розпліднику ви можете побачити бенгальських тигрів і леопардів.

### Пагода Гавкотом Сор
Ця пагода, розташована в храмі  Гавкотом Сор , є однією з найважливіших буддійських святинь на Самуї.

### Велика статуя Будди
Велика статуя висотою в 12 метрів, знаходиться на горі, яку видно майже з усіх точок острова, туди необхідно забиратися по спеціальних драконячих сходах.

### Скелі Бабуся і Дідусь

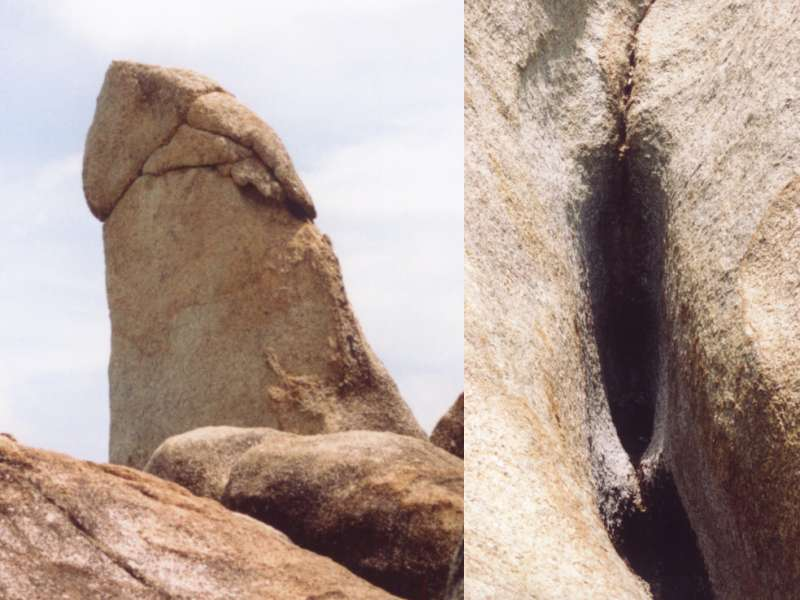
Скелі Бабуся і Дідусь

Природний пам'ятник, який став місцем паломництва туристів через їхню вражаючу схожість зі статевими органами.

## Галерея

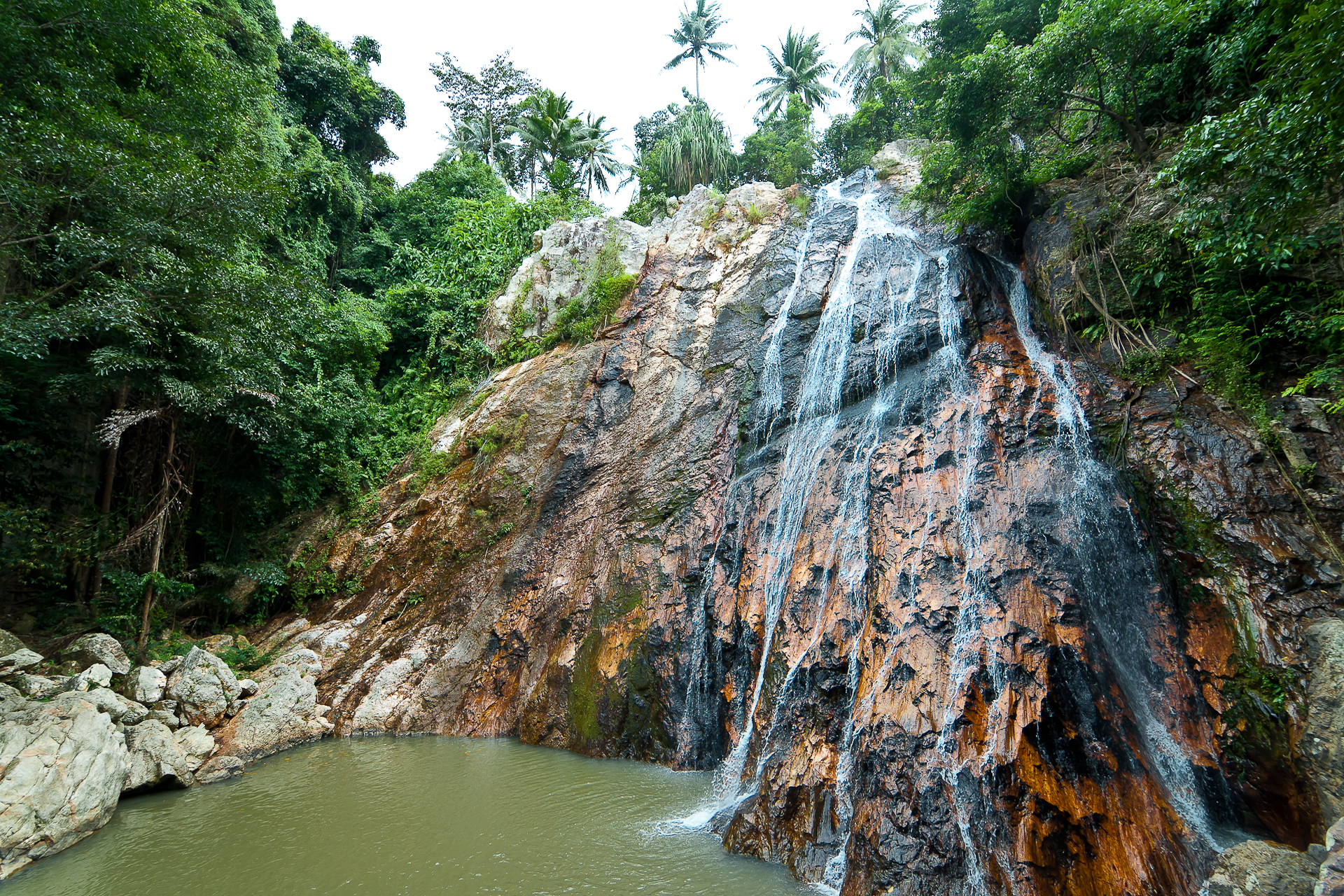
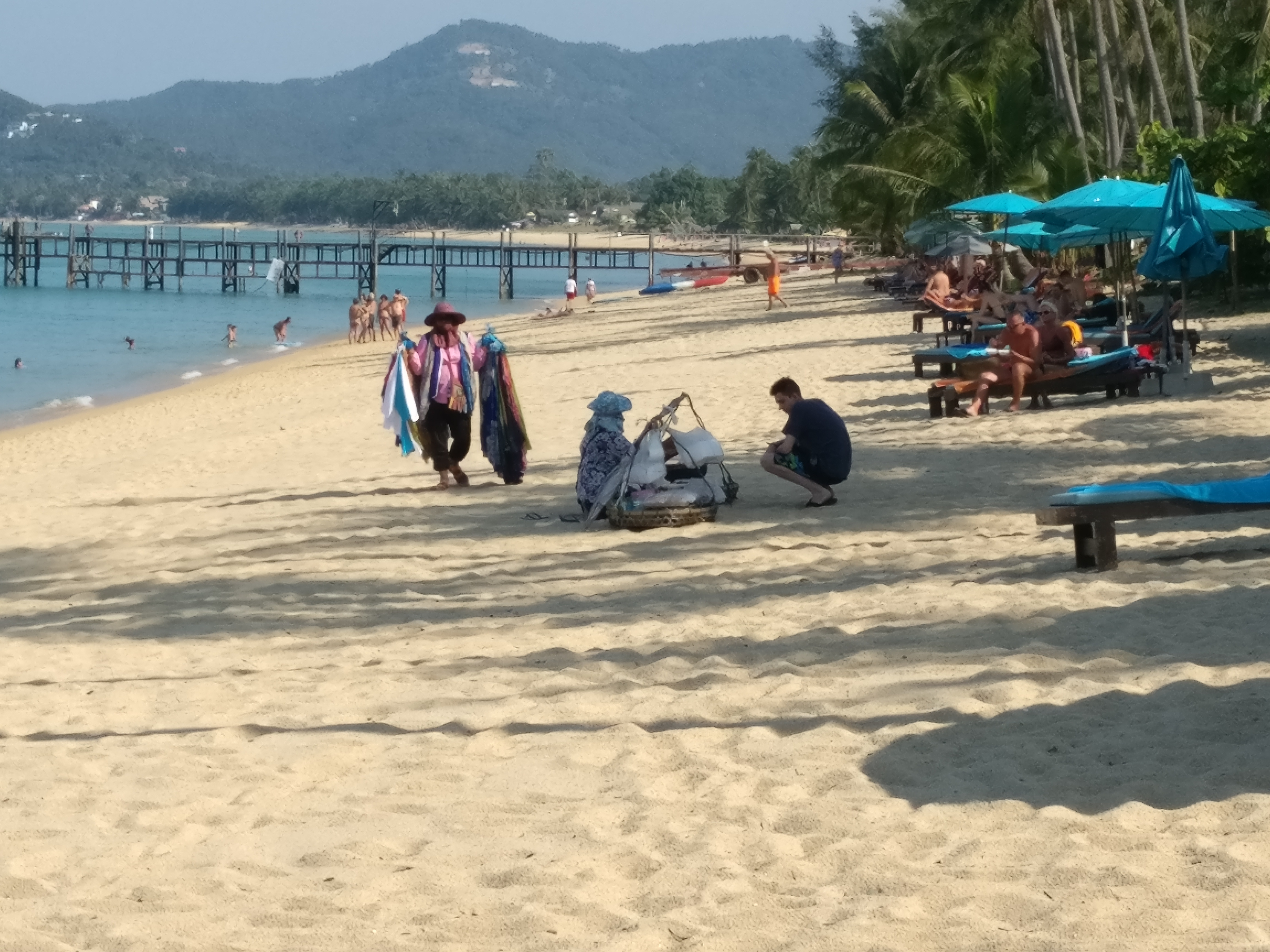
Пляж Менам
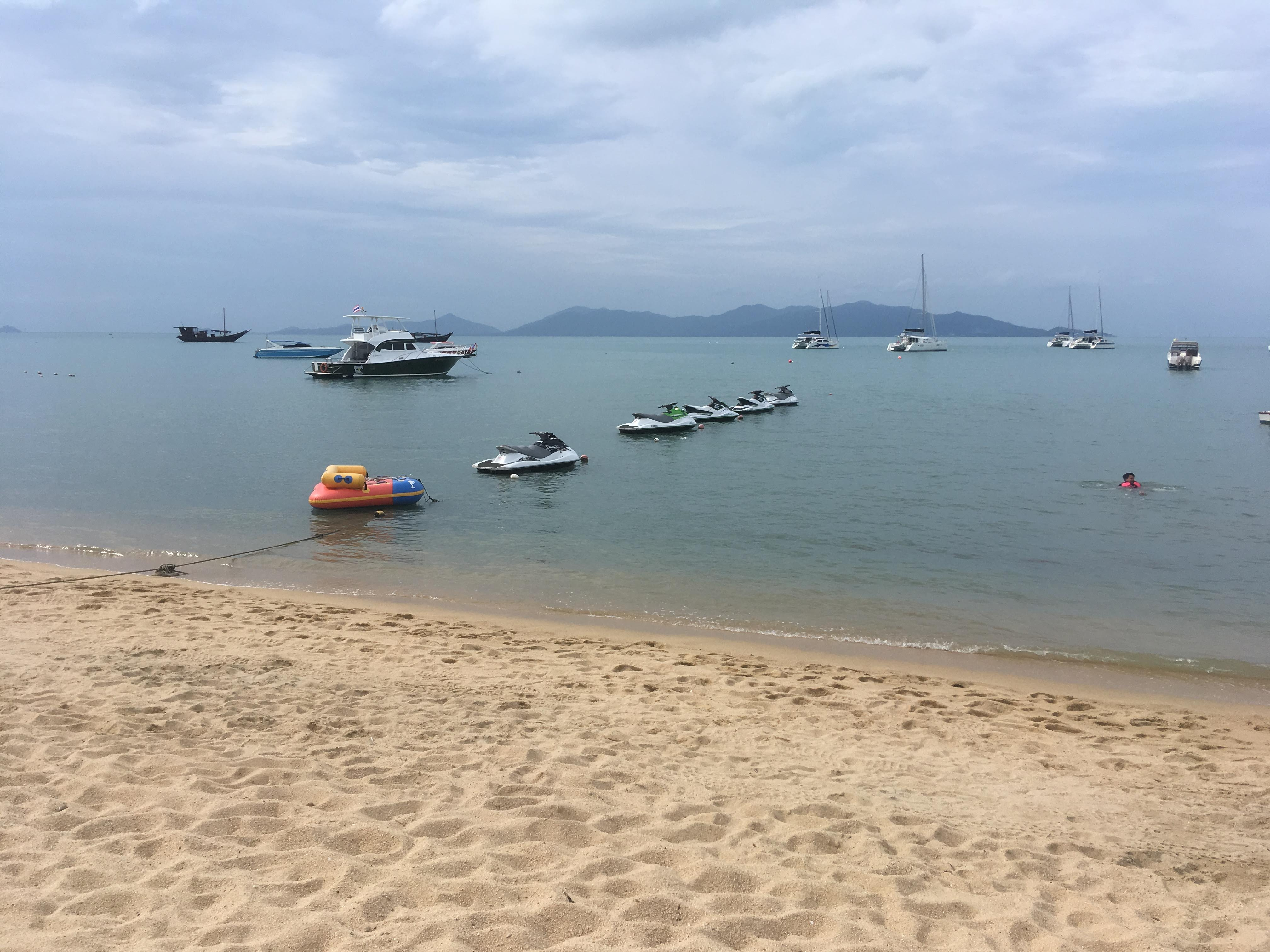
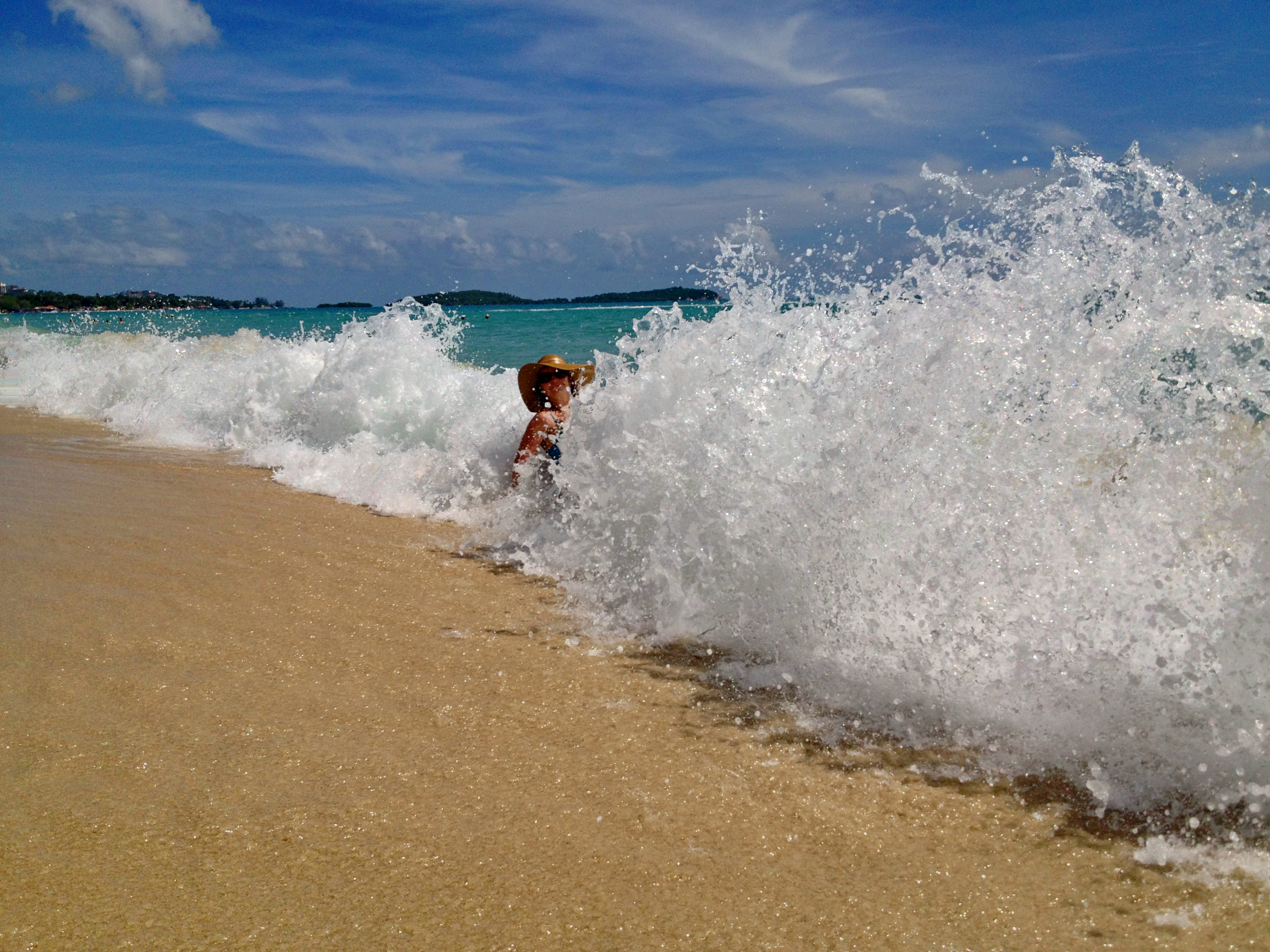
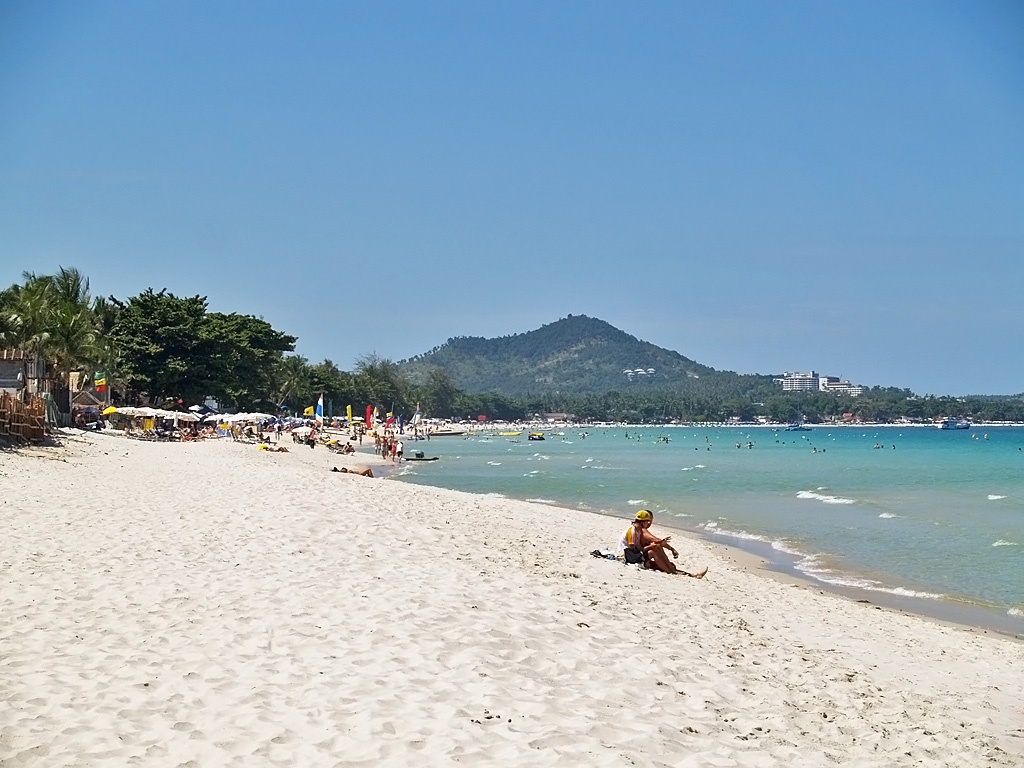
Пляж Чавенг
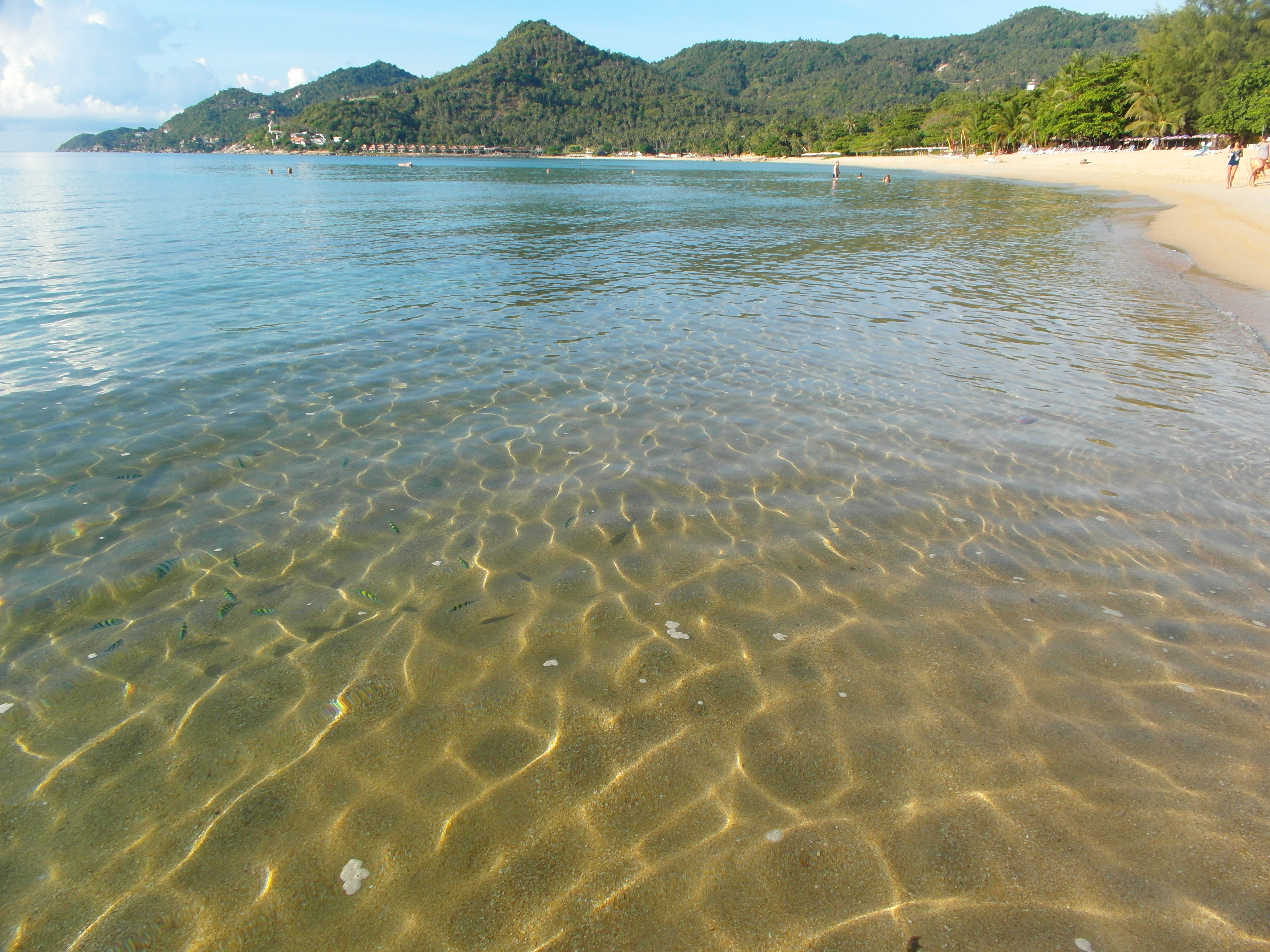
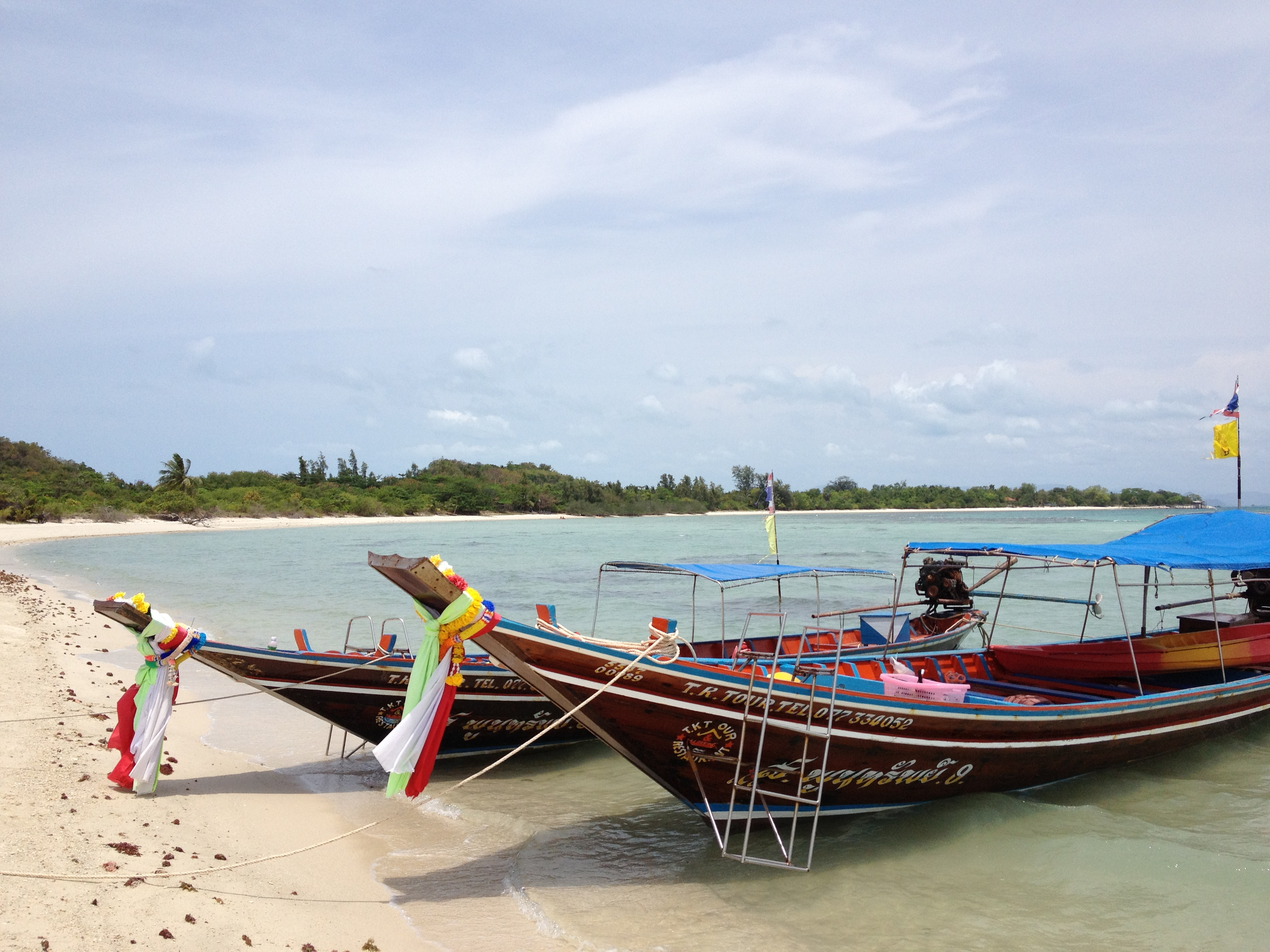
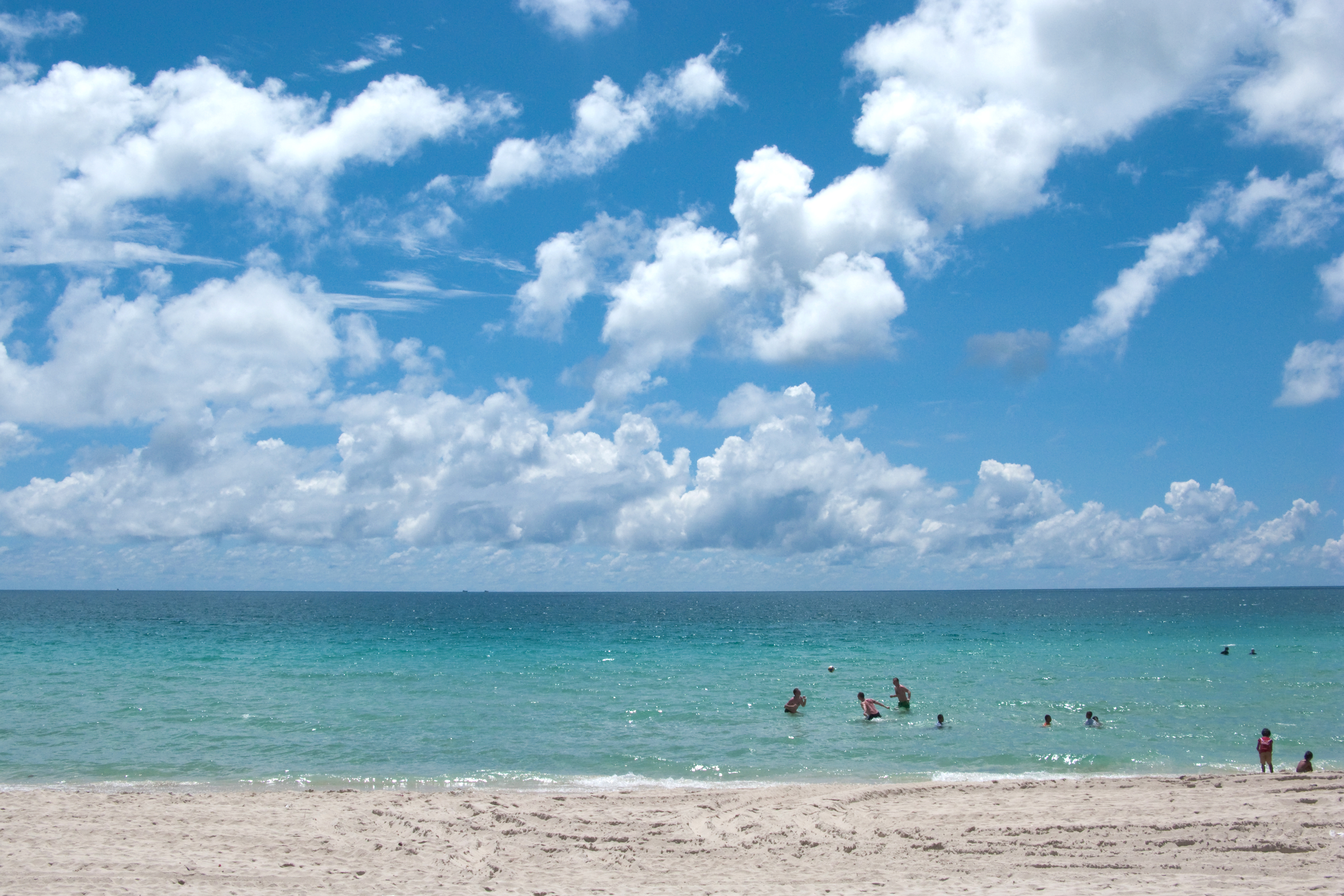
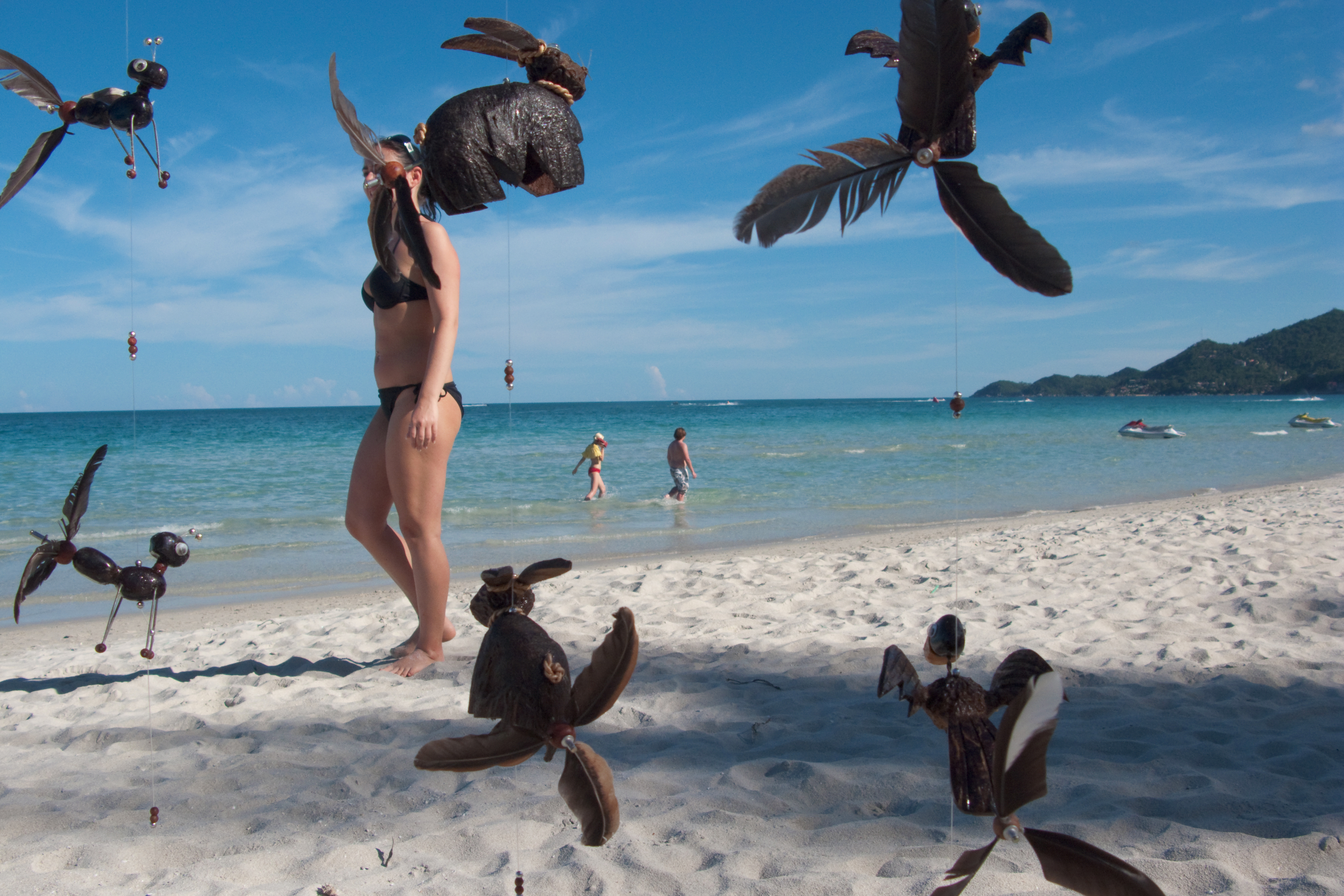
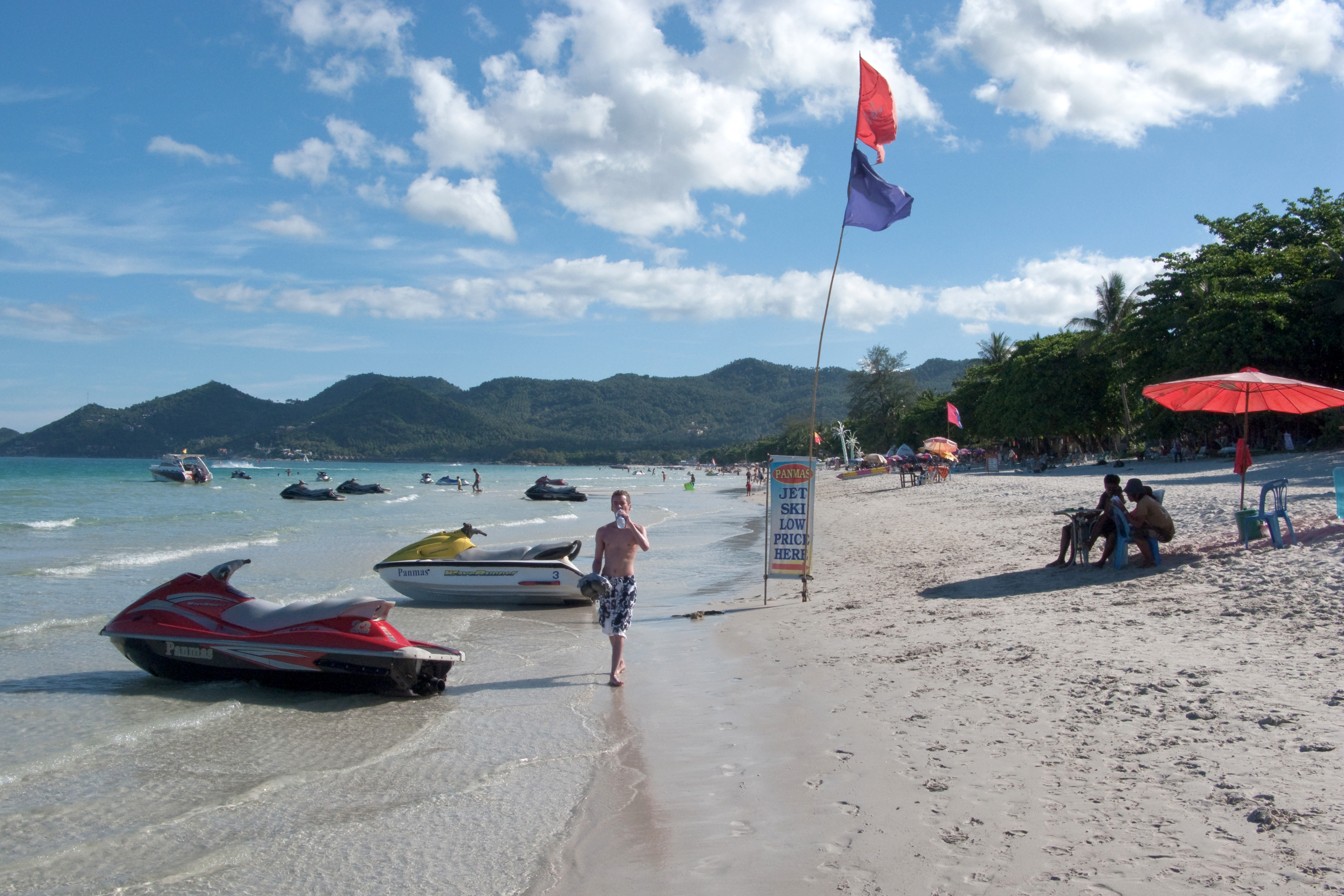